# Małgorzata Strękowska-Zaremba
Małgorzata Strękowska-Zaremba (ur. 1960 w Lemanie) − polska pisarka, autorka podręczników, recenzentka „Nowych Książek”, dziennikarka, członek Stowarzyszenia Pisarzy Polskich (członek Zarządu Oddziału Warszawskiego SPP - trzecia kadencja), stypendystka Ministra Kultury i Dziedzictwa Narodowego 2006 oraz 2015 oraz stypendystka Prezydenta Warszawy 2019.

## Życiorys
Ukończyła filologię polską na Uniwersytecie Warszawskim. Debiutowała w roku 1984 utworem opublikowanym na łamach jednodniówki Ruchu Artystycznego Świat.
Za powieść Abecelki i duch Bursztynowego Domu otrzymała w 2004 roku Nagrodę Literacką im. Kornela Makuszyńskiego. Za książkę Bery, gangster i góra kłopotów otrzymała wyróżnienie w konkursie Polskiej Sekcji IBBY Książka Roku 2006. W 2008 otrzymała wyróżnienie Polskiej Sekcji IBBY w konkursie Książka Roku 2008 za książkę Złodzieje snów; w 2009 za tę samą książkę otrzymała II Nagrodę w I Konkursie Literatury Dziecięcej im. Haliny Skrobiszewskiej, a nagrodzona książka wpisana została na Listę Skarbów Muzeum Książki Dziecięcej. W 2018 jej książka "Dom nie z tej ziemi" została uznana za Najlepszą Książkę Dziecięcą 2017 w plebiscycie Empiku Przecinek i Kropka oraz został uznany za jedną z dwustu najlepszych książek na świecie dla dzieci roku 2018.
Od 2008 roku pełni funkcję członka Zarządu Oddziału Warszawskiego Stowarzyszenia Pisarzy Polskich, wchodzi w skład kolegium redakcyjnego kwartalnika literackiego Oddziału Warszawskiego SPP „Podgląd”. Jest członkiem Stowarzyszenia Wolnego Słowa; współtwórczynią kilku wystaw dotyczących historii PRL oraz publikacji internetowych na ten temat.
W 2010 roku, w ramach 200. urodzin Fryderyka Chopina, była jurorką razem z Dawidem Jungiem i Wojciechem Kruszewskim w konkursie na limeryk, w ramach którego wydano „Limeryki Chopinowskie'” (projekt zrealizowany w ramach „Chopin 2010”, Ministerstwo Kultury i Dziedzictwa Narodowego).
W 2024 r. otrzymała brązowy Medal Zasłużony Kulturze Gloria Artis.

## Nagrody i wyróżnienia
- 1999 – wyróżnienie w dziedzinie prozy w III Ogólnopolskim Konkursie Literackim im Stanisława Grochowiaka
- 2004 – Nagroda Literacka im. Kornela Makuszyńskiego dla książki „Abecelki i duch Bursztynowego Domu”
- 2004 – wygrana w konkursie na scenariusz filmu animowanego ogłoszony przez SMF („Podróże na burzowej chmurze”)
- 2006 – Książka Roku 2006 wyróżnienie w konkursie Polskiej Sekcji IBBY dla książki „Bery, gangster i góra kłopotów”
- 2007 – Dziecięcy Bestseller Roku 2006 wyróżnienie za książkę „Bery, gangster i góra kłopotów”
- 2007 – Mały Dong nagroda dziecięcego jury za książkę „Bery, gangster i góra kłopotów”
- 2007 – nominacja do Nagrody im. Kornela Makuszyńskiego dla książki „Bery, gangster i góra kłopotów”
- 2008 – Książka Roku 2008 wyróżnienie w konkursie Polskiej Sekcji IBBY dla książki „Złodzieje snów”.
- 2009 – I Konkurs Literatury Dziecięcej im. Haliny Skrobiszewskiej, II nagroda za książkę „Złodzieje snów”
- 2009 – książka „Złodzieje snów” zostaje wpisana na Listę Skarbów Muzeum Książki Dziecięcej
- 2009 – nominacja do Nagrody im. Kornela Makuszyńskiego dla książki „Wakacje z krową, czołgiem i przestępcą”
- 2011 – nominacja do Nagrody Literackiej Zielona Gąska 2010 Fundacji K.I. Gałczyńskiego.
- 2015 – nominacja do Astrid Lindgren Mamorial Award 2016
- 2017 – nominacja do nagrody Dobre Strony 2017 Wrocław dla książki „Dom nie z tej ziemi”
- 2017 – Książka Roku 2017 Wyróżnienie Literackie w konkursie Polskiej Sekcji iBBY dla książki „Dom nie z tej ziemi”
- 2018 – Najlepsza Książka Dziecięca 2017 – I Nagroda w plebiscycie Empiku Przecinek i Kropka
- 2018 – „Dom nie z tej ziemi” trafia na listę White Ravens – Białych Kruków –  200 najlepszych książek dla dzieci na świecie w roku 2018 według Internationale Jugendbibliothek
- 2019 – nominacja do nagrody Książka Roku 2019 w konkursie Polskiej Sekcji IBBY.

## Książki
- Leniwe literki, DEBIT, 1996, MAC 2005, Grupa Edukacyjna S.A. (MAC) 2011-2016
- Wyjątkowa planeta czyli wielkie odkrycia małych lisków, DEBIT 1997
- Chrońmy przyrodę czyli o wielkich obowiązkach małych lisków, DEBIT 1998
- Pierwszoklasista, DEBIT 1998
- Liski Rudaski, DEBIT 2001
- Kłopoty z alfabetem, DEBIT 2001
- Kłopoty z cyferkami, DEBIT 2003
- Abecelki i duch Bursztynowego Domu, Pracownia Pedagogiczna i Wydawnicza 2003, Literatura 2012
- Kolorowe życzenia z różnych okazji, Pracownia Pedagogiczna i Wydawnicza 2003 (współautorstwo)
- Abecelki i tajemnica Bursztynowego Domu, Pracownia Pedagogiczna i Wydawnicza 2004
- Bery, gangster i góra kłopotów, Nasza Księgarnia 2006, 2015
- Wakacje z krową, czołgiem i przestępcą, Nasza Księgarnia 2008, 2016
- Złodzieje snów, Nasza Księgarnia 2008
- Bajkoterapia czyli dla małych i dużych o tym, jak bajki mogą pomagać, Nasza Księgarnia 2009 (współautorstwo)
- Detektyw Kefirek na tropie kościotrupa, W.A.B. 2010
- Filipek i rodzina, Elipsa 2010, Literatura 2015
- Detektyw Kefirek i pierwszy trup, W.A.B. 2011
- Filipek i szkoła, Elipsa 2010, Literatura 2015
- Filipek i wakacje, Elipsa 2011, Literatura 2015
- Najpiękniejsze bajki, Wyd. Drzewko szczęścia, Warszawa 2011 (współautorstwo)
- Zapach czekolady, Wyd. Drzewko szczęścia, Warszawa 2011 (współautorstwo)
- Detektyw Kefirek rozgryza prawnusia, W.A.B. 2012
- Filipek i dziewczyny, Elipsa 2012, Literatura 2015
- Okropny Maciuś i Namolna Niania, Nasza Księgarnia 2012
- Okropny Maciuś ratuje wszystkich, Nasza Księgarnia 2012
- Okropny Maciuś łapie gulgokura, Nasza Księgarnia 2012
- Poczytaj mi mamo jeszcze raz, Nasza Księgarnia 2013 (współautorstwo)
- Opowiadania z dreszczykiem, Literatura 2013 (współautorstwo)
- Okropny Maciuś i wielki pech, Nasza Księgarnia 2013
- Okropny Maciuś traci cierpliwość, Nasza Księgarnia 2013
- Bigos z Mamutka, Egmont 2013
- Detektyw Kefirek śledzi śledzia, W.A.B. 2013
- Okropny Maciuś nie chce się zakochać, Nasza Księgarnia 2014
- Okropny Maciuś wariuje z radości, Nasza Księgarnia 2014
- Willa trzech łotrów Literatura 2014
- Opowiadania z kluczem, Literatura 2015 (współautorstwo)
- Filipek i rodzeństwo, Literatura 2016
- Dom nie z tej ziemi, Nasza Księgarnia 2017
- Rotmistrz Witold Pilecki, RM 2017
- Filipek i piłka nożna, Literatura 2017
- Marszałek Józef Piłsudski, RM 2017
- Jan III Sobieski. Afera w Wilanowie, RM 2018
- Dobranocki na Gwiazdkę, Nasza Księgarnia 2018 (współautorstwo)
- Dobranocki na pogodę i niepogodę, Nasza Księgarnia 2018 (współautorstwo)
- Filipek i imprezy, Literatura 2019
- Królewskie życie królów, Literatura 2019
- Lilana, Nasza Księgarnia 2019
- Filipek i dojrzewanie, Literatura 2021

- Śledztwo inspektora Mątwy. Gdzie jest Syrenka? Literatura 2021
- Agata szaleje na kółkach, Fundacja Diversum 2022
- 43. Przemek zawsze wstaje lewą nogą, Fundacja Diversum 2023